# Gosairhat
Gosairhat är ett underdistrikt i Bangladesh. Det ligger i den centrala delen av landet, 70 km söder om huvudstaden Dhaka.